# Флавия Максима Фауста
Фла́вия Ма́ксима Фау́ста (Фавста) (лат. Flavia Maxima Fausta; 289 или 290, Рим — 326, Рим) — римская императрица, матрона, дочь императора Максимиана, супруга Константина I, мать Констанция II и Константа.

## Биография
Чтобы укрепить союз с Максимианом, Константин I женился на Фаусте и признал её брата Максенция в качестве августа.
Фауста была причастна к свержению своего отца. В 310 году Максимиан решил вовлечь дочь в заговор против её мужа, но она рассказала о заговоре Константину, и убийство не удалось. В том же году Максимиан покончил с собой.
Фауста была очень уважаема Константином, и в 323 году ей был дан титул Августы, до этого она носила титул «Благороднейшая дама» (лат. Nobilissima Femina). Но в 326 году Фауста была убита Константином. Согласно некоторым источникам, она обвинила своего пасынка Криспа в насилии, и Константин казнил Криспа. Но когда выяснилась его невиновность, Константин казнил Фаусту, «столкнув её в горячую воду в бане». По мнению Филосторгия она была уличена в прелюбодеянии с неким Курсором. Некоторые исследователи считают, что Фауста хотела избавиться от Криспа, так как он был соперником в борьбе за власть для её сыновей. Позже Константин предал Фаусту проклятию памяти (damnatio memoriae). Её сыновья, когда стали императорами, оставили это проклятие в силе.